# 2024년 하계 올림픽 리히텐슈타인 선수단
2024년 하계 올림픽 리히텐슈타인 선수단은 2024년 7월 26일부터 8월 11일까지 프랑스 파리에서 열린 2024년 하계 올림픽에 참가한 올림픽 리히텐슈타인 선수단이다.
1936년 공식 데뷔 이후 리히텐슈타인 선수들은 두 차례를 제외하고 모든 하계 올림픽에 출전했다. 리히텐슈타인은 1956년 멜버른 하계 올림픽에 선수를 등록하지 않았고, 결국 모스크바가 1980년 하계 올림픽을 개최하자 미국이 주도하는 보이콧에 동참했다.

## 출전 선수
| 종목   | 남자 | 여자 | 전체 |
| ------ | ---- | ---- | ---- |
| 사이클 | 1    | 0    | 1    |
| 전체   | 1    | 0    | 1    |

## 매달 집계
| 종목 | 1 | 2 | 3 | 합계 |
| 종목 | ' | ' | ' | '    |
| 종목 | ' | ' | ' | '    |
| 종목 | ' | ' | ' | '    |
| 합계 | ' | ' | ' | '    |

## 같이 보기
- 2024년 하계 올림픽